# Scandivepres
Scandivepres es un género de plantas con flores con una especies pertenecientes a la familia Celastraceae.
Está considerado un sinónimo del género Acanthothamnus Brandegee

## Especies seleccionadas
- Scandivepres mexicanus